# La Flare
La Flare — вуличний альбом американського репера Gucci Mane, випущений 2001 року накладом у 1000 копій на CD, що розповсюджувалися в Атланті. Виконавчий продюсер: King Whoa. Є першим релізом у кар'єрі артиста. 2010 року ремастер перевидали.

## Список пісень
1. «Intro» — 1:17
2. «Fo Sho» — 4:57
3. «Red Eyes» — 4:44
4. «Be a Thug» (з участю Peter Man) — 4:08
5. «Pay Me» (з участю Fruity) — 4:55
6. «12» — 4:09
7. «Say Cheese» (з участю Ms. Angel) — 4:48
8. «G Lean» (з участю G.Dead) — 4:16
9. «Rhyme Jav» (з участю Mass Comm та Caliber) — 3:48
10. «Heard You» — 5:01
11. «Muscles n My Hand» — 3:43
12. «Befo We Bite» (з участю Jughead) — 4:49
13. «G.U.C.C.I. M.A.N.E.» — 4:20
14. «Outro» — 1:06